# Songs of Silence

Song Of Silence Live In Tokyo est un album du groupe finlandais de power metal Sonata Arctica. Il fut enregistré le 4 septembre 2001 à Tokyo et dure 82 minutes et 40 secondes.
CD1
1. Intro
2. Weballergy
3. Kingdom For a Heart
4. Sing In Silence
5. False News Travel Fast
6. Last Drop Falls
7. Respect the Wilderness
8. Fullmoon
9. The End of This Chapter
10. The Power Of One (Bonus Japonais)
11. Replica
12. My Land
13. Black Sheep
14. Wolf & Raven

CD2 (Bonus Japonais)
1. Blank File
2. Land Of The Free
3. Peacemaker (Version Studio)